# Kanton Bron
Der Kanton Bron war von 1964 bis 2015 ein französischer Wahlkreis im Arrondissement Lyon im Département Rhône der Region Rhône-Alpes. Er bestand aus der Stadt Bron und wurde abgeschafft, als die Métropole de Lyon das Département Rhône als Gebietskörperschaft ablöste.